# Rover 3500

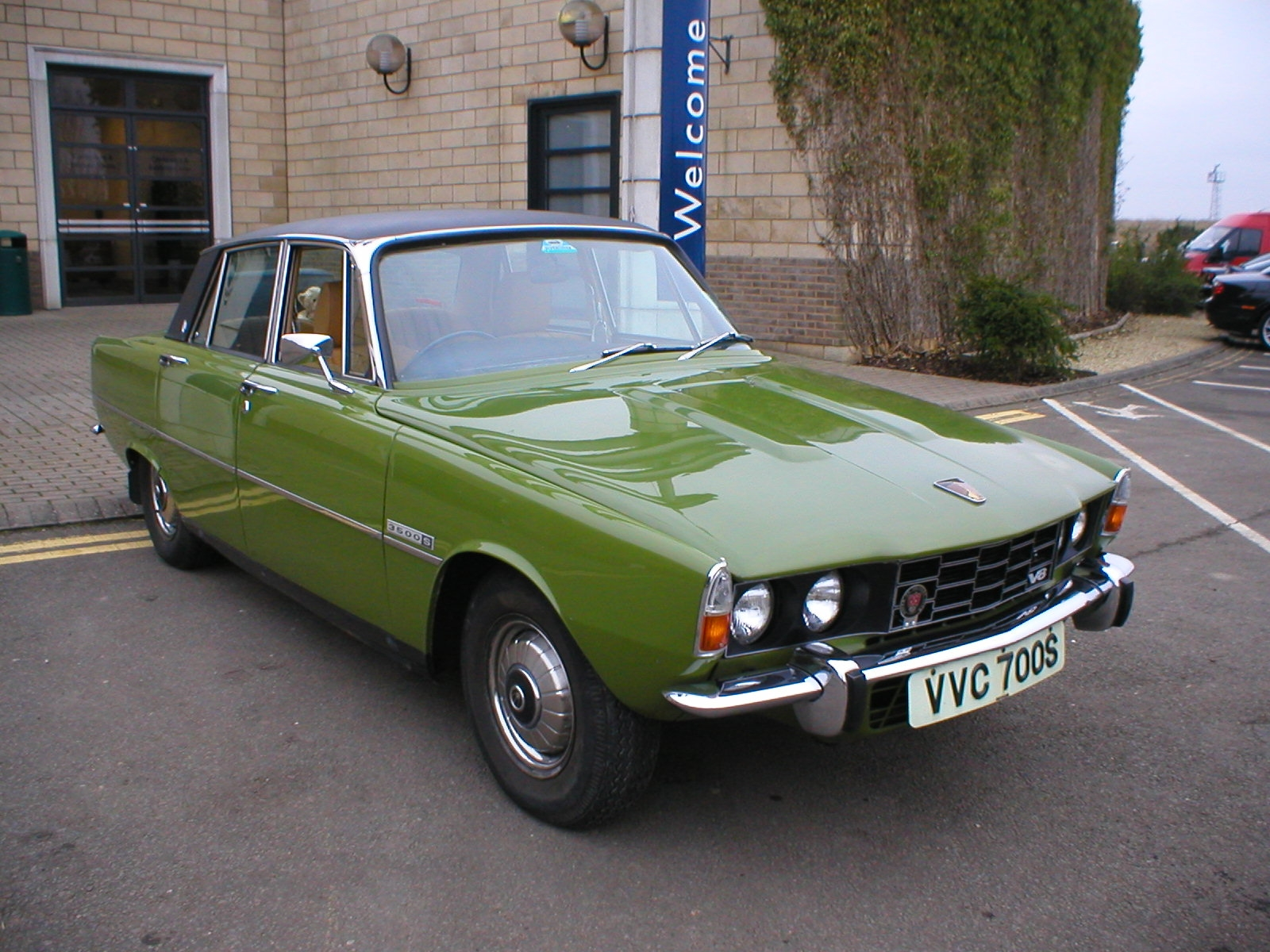
Rover 3500S P6

Rover 3500 är en bilmodell, tillverkad i två generationer mellan 1967 och 1987. Gemensamt för bilarna var att de använde Rovers V8-motor i aluminium. Motorn hade konstruerats av Buick och senare sålts till Rover.

## Rover P6 3500 (1967-76)
Se huvudartikel under Rover P6.

## Rover SD1 3500 (1976-87)
Se huvudartikel under Rover SD1.